# Tipula cerva
Tipula cerva är en tvåvingeart som beskrevs av Mannheims och Theowald 1959. Tipula cerva ingår i släktet Tipula och familjen storharkrankar. Inga underarter finns listade i Catalogue of Life.